# Cebrennus wagae
Cebrennus wagae là một loài nhện trong họ Sparassidae.
Loài này thuộc chi Cebrennus. Cebrennus wagae được Eugène Simon miêu tả năm 1874.